# Сотсковский сельсовет
Сотсковский сельсовет — упразднённая административно-территориальная единица, существовавшая на территории Московской губернии и Московской области до 1992 года.
Сотсковский с/с был образован в первые годы советской власти. По данным 1923 года он входил в состав Ленинской волости (бывшей Талдомской волости (до 3 декабря 1918 года)) Ленинского уезда Московской губернии (бывшего Калязинского уезда Тверской губернии (до 15 августа 1921 года)).
В 1926 году Сотский с/с включал деревни Карачуново, Мякишево и Сотское.
12 июля 1929 года Сотский с/с был отнесён к Ленинскому району Кимрского округа Московской области.
23 июля 1930 года Кимрский округ был упразднён и Ленинский район перешёл в прямое подчинение Московской области.
27 декабря 1930 года Ленинский район был переименован в Талдомский район.
14 июня 1954 года к Сотсковскому с/с был присоединён Высочковский с/с (селения Ахтимнеево, Высочки и Костино).
1 февраля 1963 года Талдомский район был упразднён и Сотсковский с/с вошёл в Дмитровский сельский район. 11 января 1965 года Сотсковский с/с был возвращён в восстановленный Талдомский район.
15 апреля 1992 года Сотсковский с/с (деревни Ахтимнеево, Высочки, Карачуново, Костино, Мякишево и Сотское) был переименован в Ахтимнеевский с/с.